# Six Years Home
Six Years Home é o álbum de estreia da banda de post-hardcore italiana Hopes Die Last. Foi lançado em 04 de agosto de 2009, pela Standby Records. Inclui uma versão regravada da música "Call Me Sick Boy" de seu EP Your Face Down Now, e nove outras faixas.
Um vídeo da música, "Some Like It Cold", foi lançado em promoção do álbum, em novembro de 2009.

## Faixas
| N.º            | Título                             | Duração |  |
| 1.             | "Some Like It Cold"                | 4:01    |  |
| 2.             | "Ever The Same And Always Will Be" | 3:38    |  |
| 3.             | "Call Me Sick Boy"                 | 3:41    |  |
| 4.             | "An Endless Serenade"              | 1:43    |  |
| 5.             | "Under This Red Sky"               | 3:43    |  |
| 6.             | "Good Mourning, Honey"             | 3:38    |  |
| 7.             | "Consider Me Alive"                | 3:24    |  |
| 8.             | "Stuck Inside My Head"             | 3:37    |  |
| 9.             | "Air the Enlightenment"            | 2:29    |  |
| 10.            | "Johnny's Light Sucks"             | 4:10    |  |
| 11.            | "Six Years Home"                   | 4:22    |  |
| Duração total: | Duração total:                     | 35:11   |  |

## Produção
''Six Year Home foi personalizado e listado no allmusic.
Hopes Die Last
- Daniele Tofani - vocal
- Marco Mantovani - guitarra principal
- Luigi Magliocca - guitarra base
- Marco "Becko" Calanca - baixo, vocais limpos, teclados, programação
- Ivan Panella - bateria, percussão

Compositores
- Daniele Tofani - compositor da Música Consider Me Alive
- Marco Mantovani - compositor de todas as Músicas exceto Consider Me Alive
- Jacopo Iannariello  - compositor da música Good Morning, Honey (Guitarrista, 2004–2008)

Produtores
- Produzido, Mixado, teclados adicionais, programação & vocais por Daniele Brian Autore
- Projetado  por Vincenzo Mario Cristi